# Самійлівка (станція)
Самíйлівка — проміжна залізнична станція Дніпровської дирекції Придніпровської залізниці на двоколійній електрифікованій лінії постійним струмом (=3 кВ) Лозова — Павлоград I між станціями Лозова (24,5 км) та Варварівка (19,9 км). Розташована в однойменному селі Лозівського району Харківської області. 

## Пасажирське сполучення
На станції Самійлівка зупиняються приміські електропоїзди у Лозівському та Синельниківському напрямках.